# Аральська описова експедиція

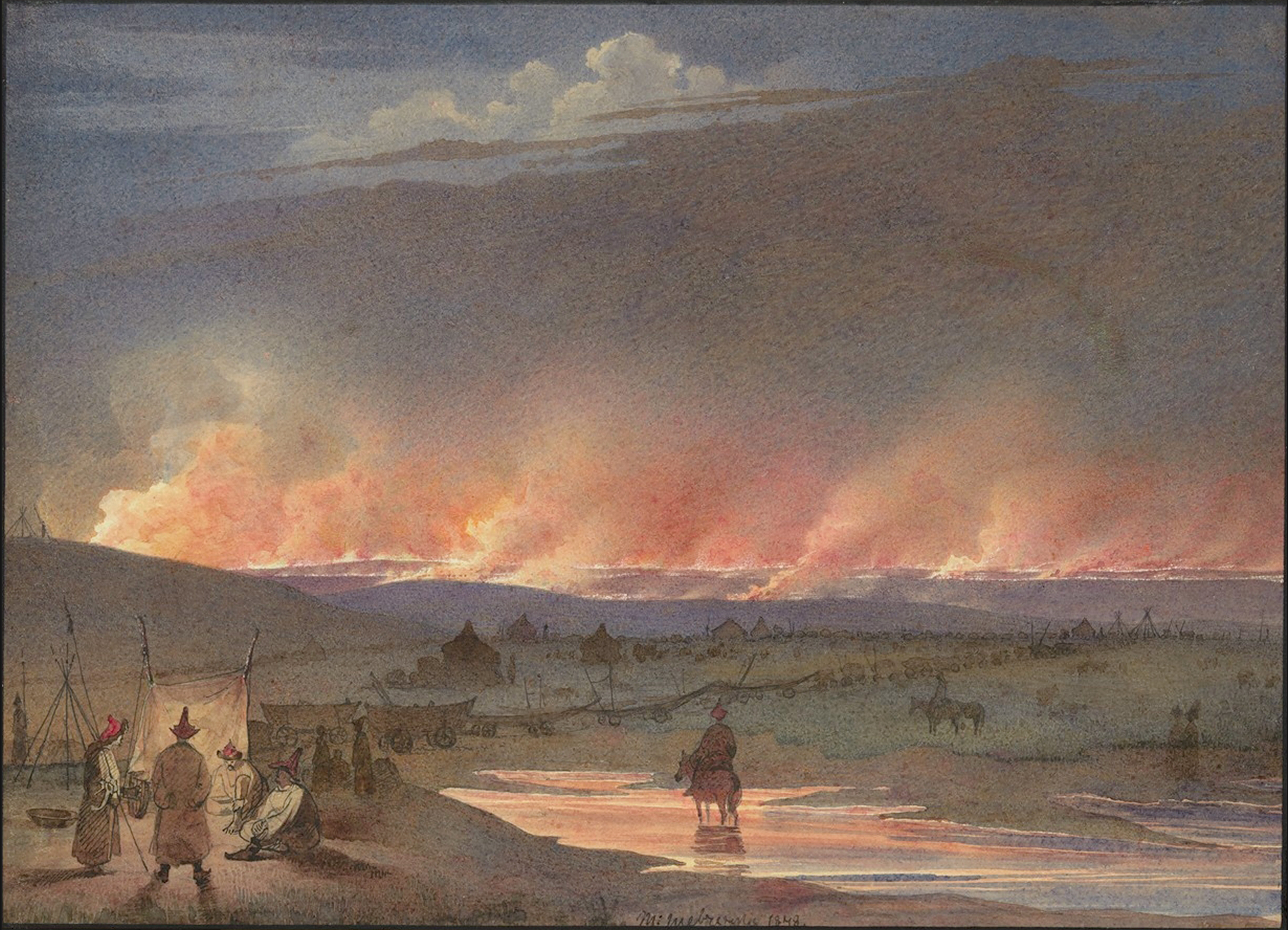
Пожежа у степу 12 травня 1848. Папір, акварель

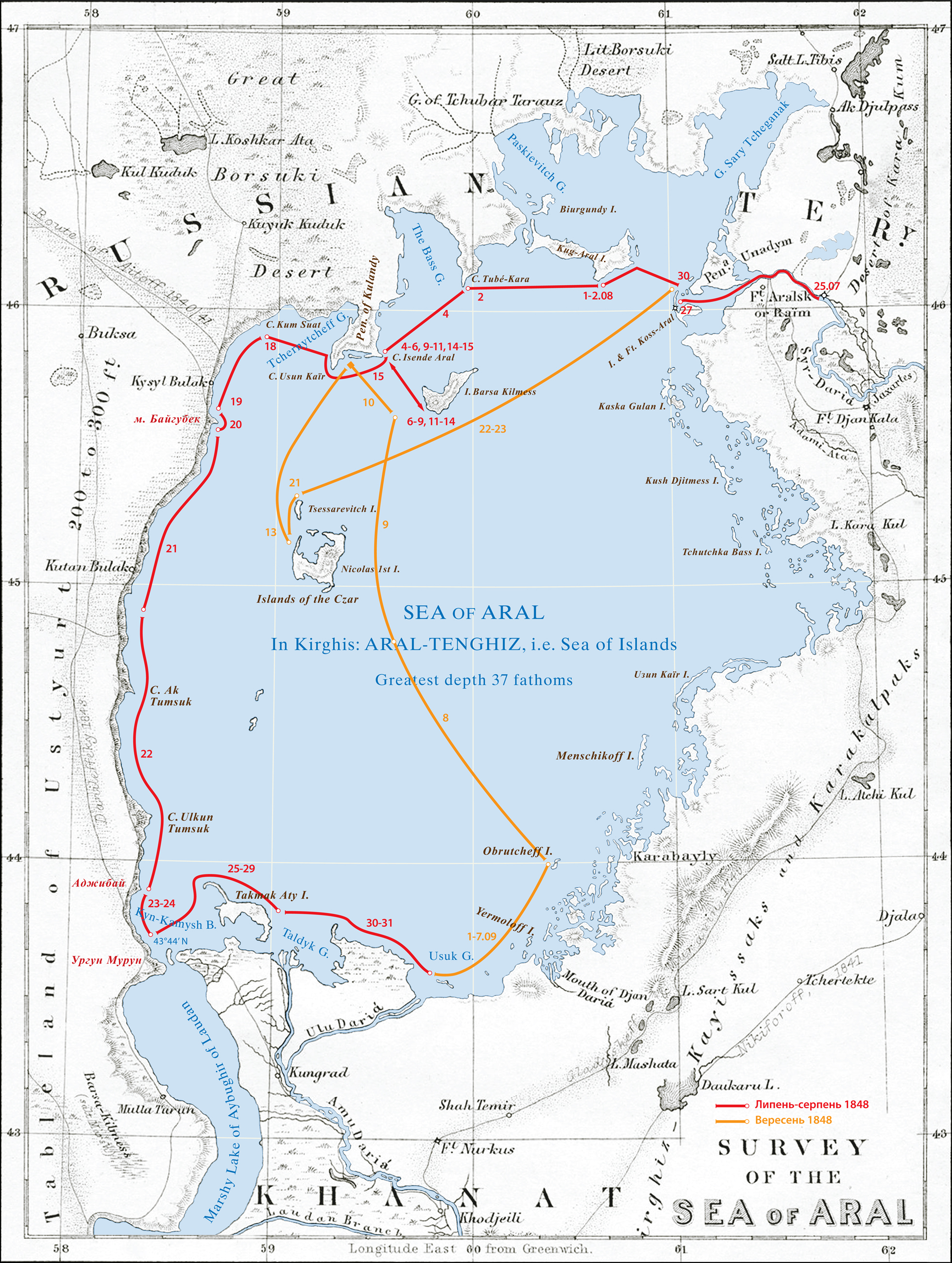
Кампанія О. Бутакова 1848 р.

Ара́льська описо́ва експеди́ція — експедиція, яку 1939 організувало Військове міністерство для знімання й промірювання Аральського моря та вивчення його природних ресурсів і умов майбутнього судноплавства.

## Експедиція
Очолював її Олексій Бутаков. Він порушив перед командиром Окремого корпусу Володимиром Обручовим клопотання про введення до складу експедиції Тараса Шевченка як художника. Обручов задовольнив це клопотання. Транспорт, у складі якого була флотська команда Бутакова, вирушив із Орської фортеці до Раїмського укріплення 11 травня 1939, везучи в розібраному вигляді збудовану в Оренбурзі шхуну «Костянтин». У дорозі Шевченко жив у кибитці штабс-капітана генерального штабу Олексія Макшеєва. Зроблено тридцять три переходи, подолано 702 версти. Маршрут транспорту :
1. річки Мендибай, Ор, Тастибутак, Ащесай, Уймула, форт Карабутак, урочища Ащебутак, Яманкайракли, Якшикайракли, річка Іргиз, гора Манаауліє, могила Дустана, урочище Кизил-Яр, укріплення Уральське.
2. озера Джалангач, Китайкуль, річка Джалавли, копані Терекли, Джулюс, Каракудук (кудук – колодязь, копань), Дунгурсюксор, Кулькудук, річка Алтикудук, Акджулпас, Аккудук, Сапак, озеро Камишли-баш, укріплення Раїм.
У Раїм транспорт прибув 19 червня 1848 р. У дорозі Шевченко виконав понад сорок ескізів олівцем та акварелі «Джангисагач», «Укріплення Іргизкала», «Пожежа в степу», «Дустанова могила» й «Днювання експедиційного транспорту в степу». Цей шлях він пізніше описав у повісті «Близнецы». П'ять тижнів тривала підготовка до плавання; зібрано й спущено на воду шхуну «Костянтин». У Раїмі Шевченко зробив вісім малюнків, на яких зображено шхуни, жанрові сцени та учасників експедиції.
25 липня шхуна «Костянтин» у супроводі шхуни «Николай» вирушила по Сирдар'ї до Аральського моря. Через два дні шхуни досягли острова Косарал. 

30 липня шхуна «Костянтин» вийшла в море. Шевченко жив в офіцерській каюті разом із лейтенантом Олексієм Бутаковим, штабс-капітаном Олексієм Макшеєвим, корусу штурманів прапорщиком Ксенофонтом Поспєловим, прапорщиком Артемом Акишевим (топографом), старшим фельдшером Олександром Істоміним , рядовим Томашем Вернером (геологом).
Інші учасники походу: рядові: марсовий Іван Петренко; 1-ї статті: Калістр. Парфенов, Авер’ян Забродін, Густав Терм, Іон Полєтаєв, Григорій Орлянський, Михайло Воронов, Тарас Фунін, Іван Іванов, Прокопій Васильєв, Микита Даниленко, Абдул Оскін; 2-ї статті: Гаврило Погорєлов, Андрій Сахнов, Николай Трифонов; денщики: Іван Тихов при лейт. Бутакові, Марковей Сидоров при шт.-кап. Макшеєві. Усього 27 учасників.
Шхуна провела обстеження, знімання й промірювання глибин поблизу північно-західного, західного і частково — південного берегів моря. Відкрито й описано групу островів — Миколи (згодом — Відродження), Обручова, Наслідника (згодом — Комсомольський) та Костянтина. Шевченко в цей час намалював акварелі «Мис Байгубек», «Низький берег острова Миколи», «Гористий берег острова Миколи» та інші 26 вересня 1848 експедиція повернулася до острова Косарал, 5 жовтня команда зійшла на берег на зимівлю.

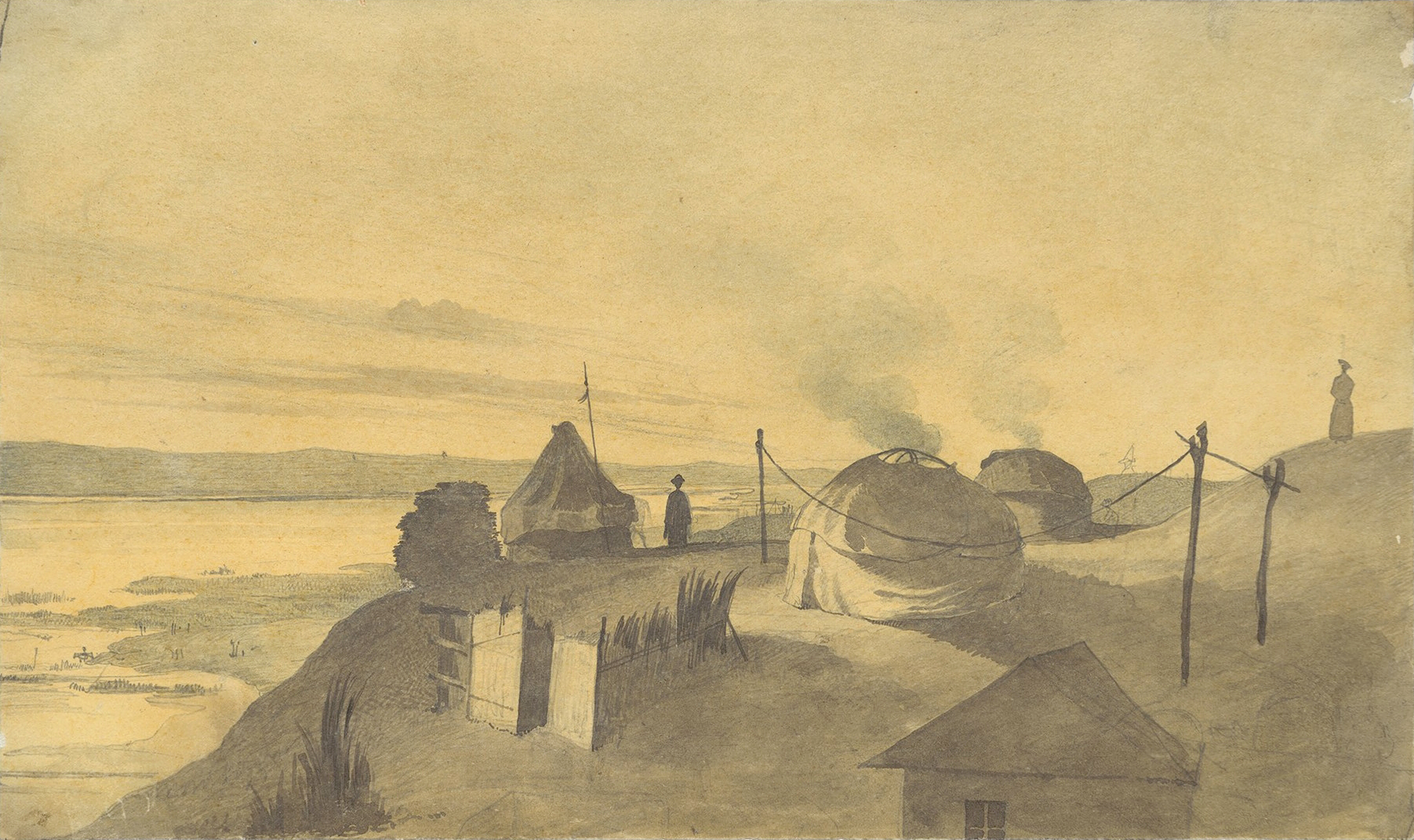
Вид з укріплення Раїм на північний захід (озеро Жаланаш). Раїм, червень 1848
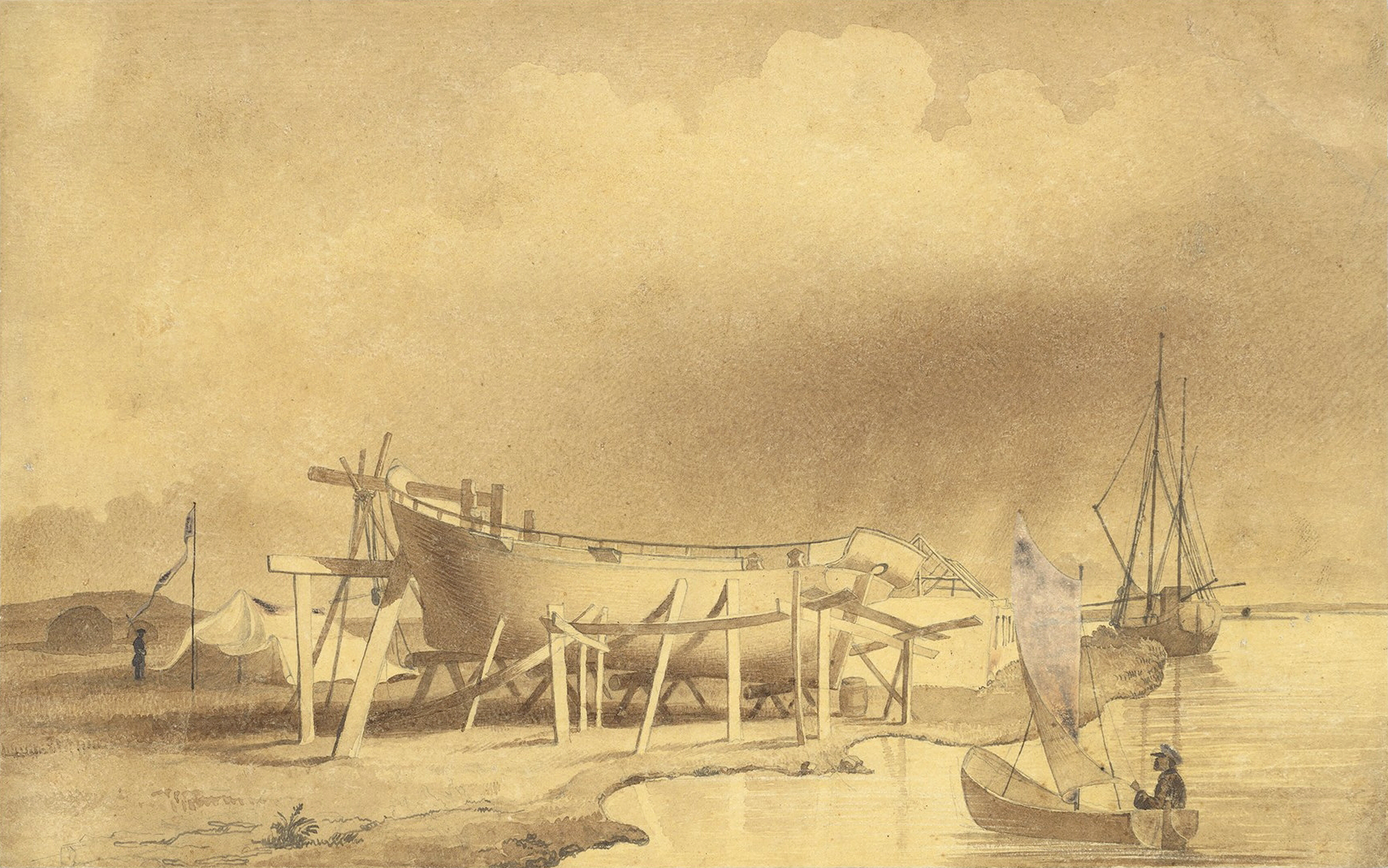
Складання шкуни Костянтин на березі Сирдар’ї. Раїм, 21 червня – 19 липня 1848
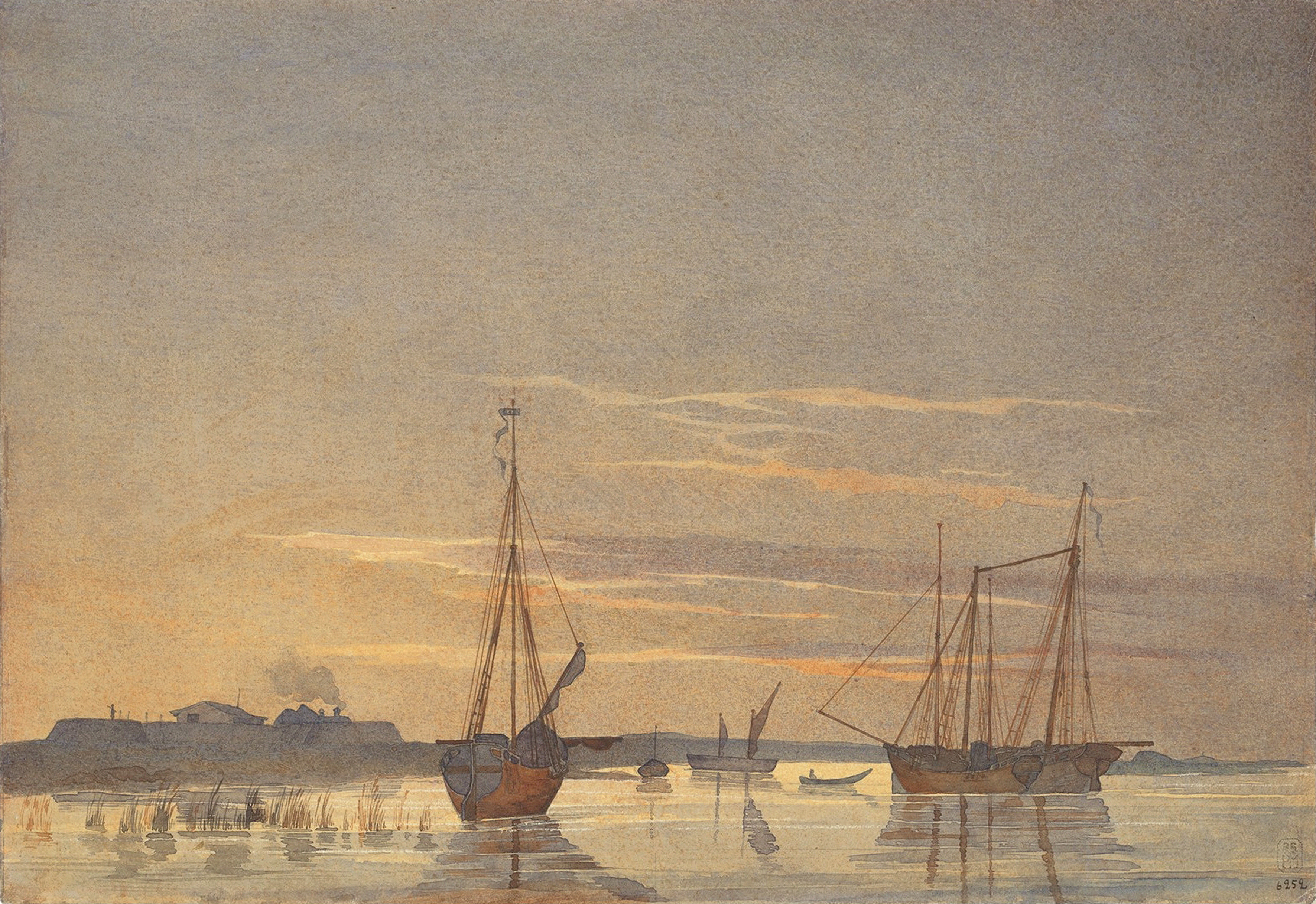
Шхуни біля форту Косарал. Жовтень 1848

Січень — березень 1849 Шевченко прожив у Раїмі, решту часу — на Косаралі. Під час перебування на цьому острові поет напружено працював. Збагатилася його майстерність як пейзажиста й портретиста. Малюнки «Казахи біля вогню», «Казахський хлопчик розпалює грубку», «Казах на коні» та інші відображають інтерес і приязне ставлення художника до казахів. Зимівля 1848 — 1849 на Косаралі була дуже продуктивна у творчості поета. Крім значної кількості малярських творів, він написав понад 70 поезій. У них відбиті тяжкі переживання, спричинені неволею й самотністю («І знов мені не привезла», «Хіба самому написать», «Мов за подушне, оступили», «Заросли шляхи тернами» та ін.); твори «П. С.», «Неначе цвяшок, в серце вбитий» («Марина»), «Якби тобі довелося», «Царі» («Старенька сестро Аполлона») спрямовані проти гнобителів народу.

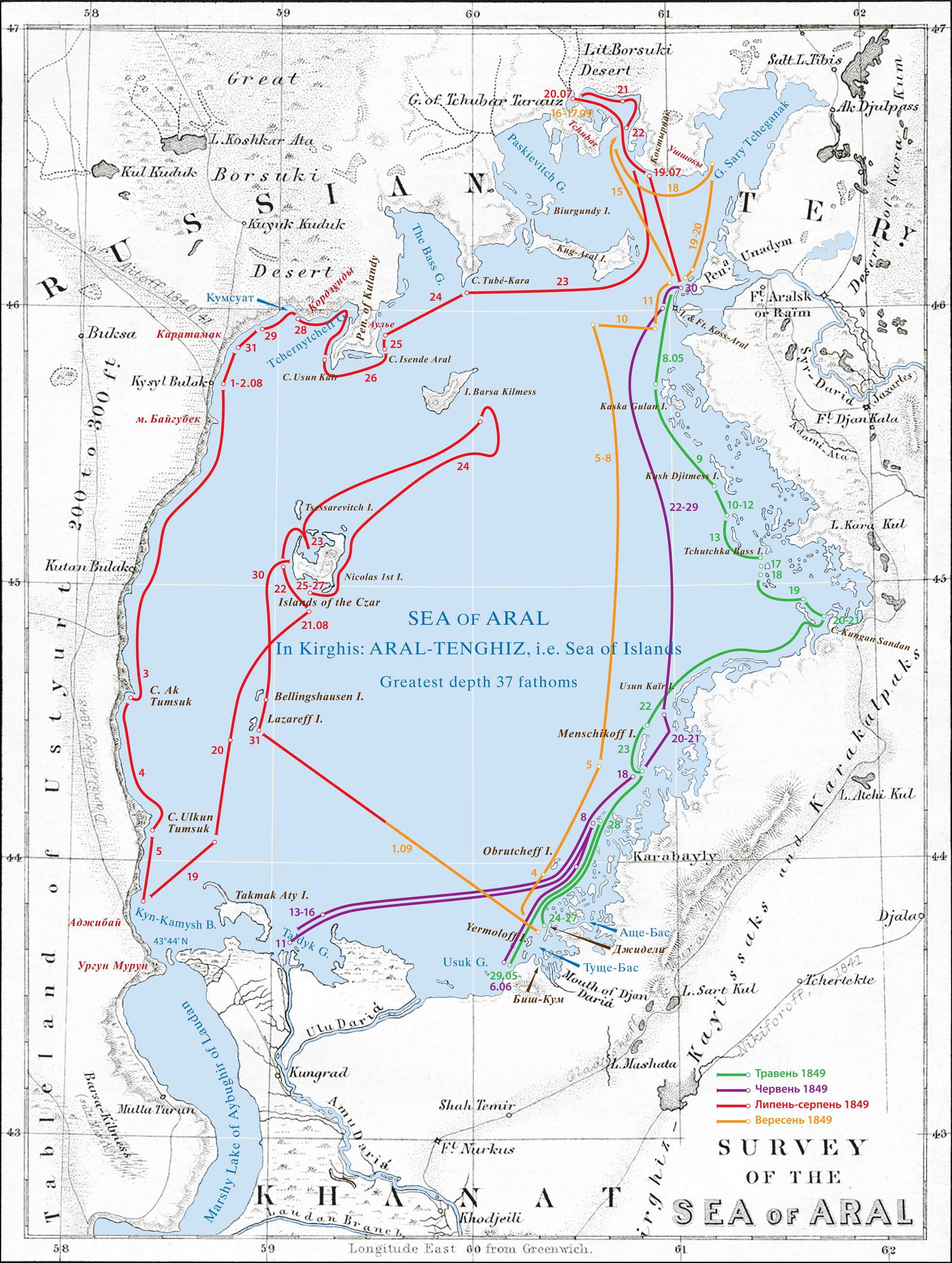
Кампанія О. Бутакова 1849 р.

6 травня 1849 року експедиція Бутакова починає друге плавання в Аральському морі. У море вийшла також шхуна «Миколай», якою командував Поспєлов. Шхуна «Костянтин» вирушила на південь уздовж східного берега. Оглянувши частково й південний берег, команда 29 червня повернулася до острова Косарал. Під час цього плавання Шевченко виконав малюнки «Острів Чикитаарал», «Острів Чеканарал» та інші. 
19 липня шхуна знову вийшла в море для топографічного знімання західного берега й дослідження затоки Перовського, а 20 вересня повернулася до гирла Сирдар'ї. 22 вересня плавання закінчено. У поході брали участь:
Командир – капітан-лейтенант Бутаков. Топограф Кузьма Рибін. 4 лінійного батальйону унтер-офіцери: Рахматулла Абізаров (з морського відомства). Томас Вернер. Рядові: переведені з 45 флотського екіпажу: Іван Петренко, Микита Даниленко, Авер’ян Забродін, Прохор Васильєв, Густав Терн, Гаврило Погорєлий; взяті з Раїмського гарнізону в доповнення: Іван Васильєв, Іван Секерин, Гур’ян Андрєєв, Єфим Горєєв, Микола Семенов, Петро Селіверстов, Осип Поляков, Митрофан Єгранов, Тарас Шевченко.
Ще перед другим виходом в море (22 квітня 1849) Бутаков звернувся до командування з проханням відрядити Шевченка й Вернера до Оренбурга, щоб закінчити оформлення матеріалів експедиції. Наприкінці вересня дослідники вирушили до Раїма, а звідти 10 жовтня — до Оренбурга, куди й прибули 31 жовтня 1849 року.
З другого плавання Шевченко привіз до Оренбурга більше 17 малюнків, зроблених переважно олівцем («Острів Чеканарал», «Острів Кугарал» та інші). Щоб прискорити закінчення робіт для звіту, Олексій Бутаков звернувся 5 листопада 1849 до штабу Окремого Оренбурзького корпусу з проханням залучити до роботи Броніслава Залеського, який умів малювати. Разом із Залеським Шевченко приготував для звіту незакінчені малюнки.
На Великдень 1850-го Шевченка заарештували за доносом. Після  слідства командувачу 5-го лінійного батальйону майору Мєшкову оголошено 5 вересня сувору догану:

… за неповідомлення ним в батальйон № 4 про супровідну над рядовим Шевченком якнайвищу конфірмацію при відрядженні його у 1848-му році до Раїмського укріплення, що було причиною продовження отримування рядовим Шевченком кількох листів і відправлення на них відповідей під час перебування його в Раїмському укріпленні та в Оренбурзі, і складання на Аральському морі кількох гідрографічних краєвидів

… За помилку стосовно нагляду за рядовим Шевченком … якнайсуворішу догану отримав також капітан-лейтенант Бутаков від морського міністра О. Меншикова (9 грудня). Він кілька років перебував під наглядом[джерело?] III відділення Власної Його Імператорської Високості канцелярії (політичної поліції). Рядового Шевченка відправили до Новопетровського укріплення. Його мистецькі роботи, виконані в Аральській експедиції з науковою достовірністю, були поховані в архівах штабу Окремого оренбурзького корпусу і морського міністерства. Частина малюнків зберігалась приватно.

## Перша карта Аральського моря

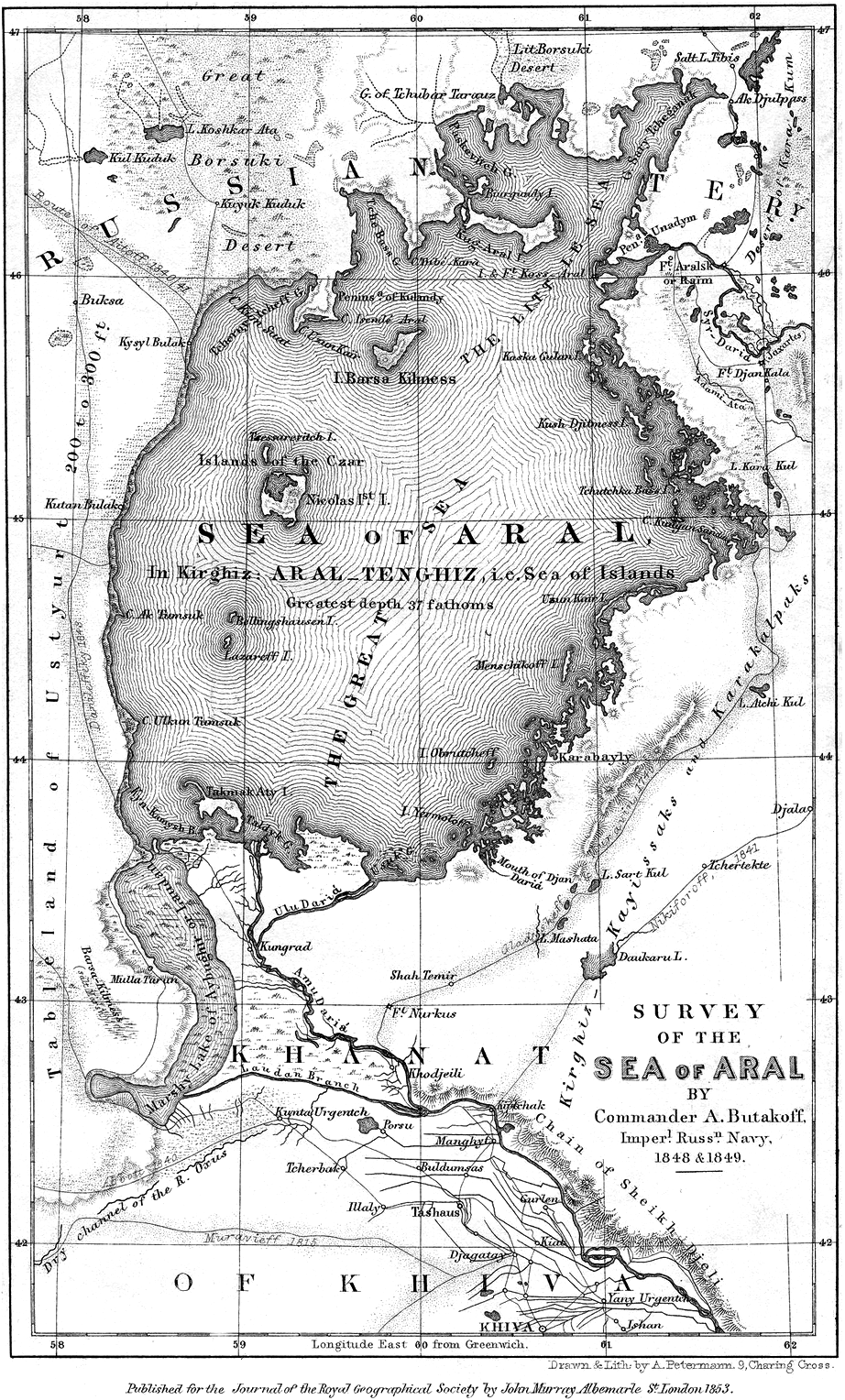
Олексій Бутаков. Карта Аральського моря. Лондон, 1853.

Експедиція дала науці багато нового та, за характеристикою від Тараса Шевченка, «оригінального, ще не баченого в Європі».
У результаті польових і камеральних робіт створено першу морську (гідрографічну) карту Аральського моря (див. малюнок) у проєкції Меркатора в масштабі 8,3 милі в 1 дюймі (1: 606564), яку 1850 року видав Гідрографічний департамент Морського міністерства під назвою «Карта Аральского моря, составленная с описей капитан-лейтенанта Бутакова и корпуса флотских штурманов прапорщика Поспелова в 1848 и 1849 гг.». Рукописний оригінал карти (у її складанні взяв участь також Тарас Шевченко) з підписом оберквартирмейстера Окремого Оренбурзького корпусу підполковника Івана Бларамберга зберігається в Російському державному військово-історичному архіві (фонд Військово-ученого архіву, № 22924).
1853 року Олексій Бутаков помістив у «Віснику Імператорського російського географічного товариства» звіт про картографування під назвою «Сведения об экспедиции, снаряженной для описи Аральского моря в 1848 г.». У тому ж році зменшена карта Бутакова була опублікована у Лондоні як додаток до статті Бутакова «Survey of the Sea of Aral» («Топографічне досдідження Аральського моря») в журналі Королівського географічного товариства.
Друге виправлене російське видання карти Бутакова вийшло у 1908 році, наступні видання опубліковано в радянські часи з приміткою під її нижньою рамкою: «Складена за картою Бутакова 1850 року». Крім того, вона виходила як складова карт більших територій.
За знімання берегів Аральського моря штабс-капітан О. І. Макшеєв був нагороджений орденом Св. Анни третього ступеня, топографів 2 класу унтер-офіцерів Рибіна й Христофорова підвищено у прапорщики з перебуванням в Армії і при корпусі топографів; команді експедиційних суден кількістю 50  чоловік, в тому числі й Шевченкві видано по п’ять рублів сріблом кожному, а двох киргизьких
проводирів Чикменського роду Сиранбека й Альмамбека, котрі перебували на шкунах «Миколай» і «Костянтин», нагороджено каптанами, обшитими галоном, доставлених з кабінету його величності. Т. Вернер ще 1848 року отримав звання унтер-офіцера. Хоча Бутаков подавав клопотання про присвоєння рядовому Шевченкові звання унтер-офіцера «за заслуги у створенні карти і альбому малюнків», художник підвищення не дочекався.
Сам Бутаков став дійсним членом (1849) і членом Ради (1867) Імператорського російського географічного товариства (ІРГТ), був нагороджений орденом святого Володимира четвертого ступеня і щорічною рентою 157 рублів 50 копійок. Унікальна карта Аральського моря отримала лише «почесного від імені Товариства (ІРГТ) відгук», хоча окремі члени комісії ІРГТ — полярний дослідник контр-адмірал П.  Ф. Анжу; гідрограф, капітан 1-го рангу М.  П. Манганарі; член Адміралтейської ради адмірал О.  І. Зеленой та астроном О.  М. Савич пропонували відзначити карту найвищою нагородою ІРГТ — золотою медаллю.